# Mariä Himmelfahrt (Hartkirchen)
Die römisch-katholische Pfarrkirche Mariä Himmelfahrt in Hartkirchen, einem Gemeindeteil des niederbayerischen Marktes Eichendorf im Landkreis Dingolfing-Landau, gehört zum Pfarrverband Eichendorf im Dekanat Landau an der Isar im Bistum Passau. Das Patrozinium von Mariä Himmelfahrt ist am 15. August. Die Kirche ist als Baudenkmal im Bayernatlas unter der Aktennummer D-2-79-113-38 eingetragen.
Die Anlage ist auch als Bodendenkmal mit der Aktennummer D-2-7343-0439 und der Beschreibung „untertägige Befunde des Mittelalters und der frühen Neuzeit im Bereich der Kath. Pfarrkirche Mariä Himmelfahrt mit zugehörigem, ummauerten Friedhof in Hartkirchen, darunter die Spuren von Vorgängerbauten bzw. älteren Bauphasen“ verzeichnet.

## Baulichkeit
Die Kirche stammt ursprünglich aus dem 13. Jahrhundert. Von diesem Bau ist noch der westliche Kirchturm aus der 2. Hälfte des 13. Jahrhunderts mit einem markanten Treppengiebel erhalten. Das Langhaus wurde zwischen 1769 und 1775 erbaut. Die heute barocke Kirche ist ein Saalkirche mit einem halbrunden Chorschluss. Der Chor besitzt ein Joch. Das Langhaus ist mit fünf Jochen ausgestaltet, am Übergang zum Chor ist dieses gerundet. Südlich des Chores ist eine Sakristei angebaut; hier finden sich Sakristeischränke mit Spätrokokoschnitzwerk. Im Westen befindet sich eine Vorhalle. Außen ist die in Gelb gehaltene Kirche durch Lisenen gegliedert. Auch der Turm besitzt durchlaufende Ecklisenen und ein Satteldach mit rechteckig durchbrochenen Giebelstufen. Im Untergeschoss des Turmes sind Ansätze eines ehemals gotischen Rippengewölbes sichtbar. Im dritten und vierten Geschoss befinden sich gepaarte rundbogige Lichtschlitze.

## Ausstattung
Sowohl Chor wie auch Langhaus besitzen ein Flachtonnengewölbe mit Stichkappen. Der Innenraum ist durch Pilaster mit reich profilierten Kapitellen gegliedert. Im Westen befindet sich eine doppelt geschweifte Empore.
Der Choraltar stammt von 1785. Die Altarblätter stellen die Aufnahme Mariens in den Himmel und Gottvater dar. An der Nordwand im Chor wird die Enthauptung der hl. Katharina dargestellt, ebenso ein Bild des hl. Nikolaus, des hl. Sebastian; beide sind ehemalige Altarbilder aus dem 18. Jahrhundert. Die Kanzel stammt von 1740.
Ein aufgestellter gotischer Taufstein aus Granit besitzt einen quadratischen Fuß, Ständer und Becken sind achteckig. Das Becken ist muschelförmig gewulstet mit einem glatten Rand.
In der Vorhalle wird auf einem Holzrelief aus der ersten Hälfte des 17. Jahrhunderts der Tod Mariens dargestellt.
Die Kirche wurde 1880 und 1923 renoviert. 1975 erfolgte eine Rebarockisierung der Kirche.